# 阮明芳 (足球運動員)
阮明芳（1980年7月5日—）是一名越南職業足球運動員，最後一次在越南国家足球锦标赛中為峴港SHB足球會效力。

## 外部連結
- Nguyen Minh Phương article from Tuanvietnam.net  （页面存档备份，存于）